# Могилёвское восстание (1661)
Могилёвское восстание — восстание купечества и мещан Могилёва против русского гарнизона, произошедшее 11 февраля (1 февраля по старому стилю) 1661 года во время русско-польской войны 1654—1667 годов.

## Предпосылки
В 1660 году, заключив Оливский мир со Швецией, Речь Посполитая направила свои силы против русского войска на землях современной Белоруссии. Армия Речи Посполитой одержала победы под Полонкой, Чудновым, Толочином, значительно продвинувшись на восток. В августе-сентябре того же года, Могилёв подвергся польско-литовской осаде. После сражения на реке Бася, русская армия во главе с Юрием Долгоруковым заняла  Могилев. Не смотря на то, что польско-литовская армия сняла осаду, она контролировала бассейн Днепра, разоряя местные села и не допускала подвоза продовольствия в город : «…в Могилевском де во всем уезде по местечкам и по селам и по деревням ездят изо Шклова и из Копоси польские и литовские люди и крестьян бьют и мучат, и проезду де от польских и литовских людей торговым людем и с украйны с хлебными запасы ни с которых сторон нет; а которые де торговые люди в Могилев поедут, и их де на дорогах перенимают и отводят во Шклов и в Копысь и сажают в воду, а иных секут». Изменение положения на фронте, надвигающийся голод и подготовка к очередной осаде, привели к тому, что среди горожан росло недовольство тяготами войны и зрел заговор относительно сдачи города войскам Яна II Казимира.
Т.к. после восстания на Сейм в Варшаву поехали его представители – войт Петр Казанович, бурмистры Иосиф Иванович Пора и Базыль Леошкевич, то вероятно, эти трое и сыграли главную роль в заговоре, а следовательно, главной движущей силой был магистрат. Казанович, как войт и шляхтич, осуществлял общее руководство, а остальные уже выполняли его указания. За это он получил подтверждение своего войтовства, а также должность королевского секретаря, что говорит о важной роли во время восстания, которое позволяло выторговывать такие привилегии у короля.

## Восстание
В январе 1661 года, русский гарнизон, расквартированный в Могилеве, состоял из 1000-1300 стрельцов, солдат нового строя и рейтар, которым командовало воеводы князь Семен Горчаков и Матвей Полуехтов. 31 января из Могилева по направлению в Белыничи отправился отряд «в посылку», состоящий из 400 солдат и отрядом могилевской конной шляхты в 60. Таким образом, с учетом ушедших, в городе осталось 600-900 человек русских.
11 февраля, в день святого Трифона, основной костяк заговорщиков засел в здании ратуши. Рядом, на рынке, специальные провокаторы должны были поднять шум и начать столкновение с русским гарнизоном. Сделать это было несложно, т.к. изголодавшиеся солдаты не гнушались отбирать еду у торговцев, отказавшихся продавать ее за медные деньги. После начавшейся потасовки райца Иосиф Иванович, доставший палаческий меч, спрятанный под одеждами, с криком «Пора! Пора!» вместе с другими заговорщиками бросились на русских со стороны ратуши. Восставшие зазвонили в «вечевой ратушный и на братской колокольне колоколы на тревогу», что дало старт восстанию.
По версии Могилевской хроники Сурты и Трубницких, несмотря на то, что русские солдаты были застигнуты врасплох, будучи профессиональными военными, они дали отпор и начали брать верх над мятежниками. Часть восставших бросились к тюрьме, чтобы освободить пленных поляков. Освободившиеся польские войны, имевшие боевой опыт, быстро сломили сопротивление русских стрельцов на рынке. Часть гарнизона вместе с начальными людьми, вероятно, пытались укрыться за стенами Братского монастыря, но рядовые были вытащены и перебиты на церковных могилах.
Восстание охватило весь город. Заговорщики вместе с примкнувшими к ним горожанами и освобожденными полякам начали резню всех лояльных к русской власти на улицах и в домах, не жалея даже жен русских солдат и стрельцов. Примкнувшие горожане вооружались кто чем мог, включая топоры и молотки. Могилевские женщины обливали стрельцов кипятком. Убийства сопровождались грабежами прорусски настроенного населения.

## Результаты
В течение нескольких часов гарнизон, оставшийся в городе, был перебит. Согласно данным Августина Мейерберга, из всего гарнизона сумели убежать лишь до 150 человек. Тела убитых раздели и похоронили голыми в разных частях города. Воевод, офицеров и чиновников как ценных пленников посадили под стражу. Потери восставших, согласно Хронике Сурты и Трубницких, были незначительны: «горожан в этой битве погибло мало, только некоторых ранило».
В июне того же года городская верхушка Могилева прибыли на Сейм в Варшаву. В качестве трофеев они привезли двух российских воевод и других офицеров и чиновников. Король дал Могилеву полную амнистию за его предательство в 1654 году и подтвердил Магдебургское право, продолжавшее действовать и при власти русских. Город был лишен всех военных налогов и сборов. Лица, входящие в состав магистрата, получали шляхетство и землю во владение. Могилеву даровалась новая общественная печать для совершения судебных и иных актов в ознаменование отваги, проявленной горожанами, совершившими восстание: «на голубом поле три башни; в средней башне над воротами Погоня; ниже в открытых воротах стоит вооруженный рыцарь с саблей наголо».
В самом Могилеве жизнь после восстания не стала лучше. Барон Августин фон Мейерберг осенью 1662 года отмечал, что горожане не стремились признавать власть короля и категорически отказывались впускать в город королевскую стражу, задача обороны города была возложена на самих жителей. Оставалось большое количество могилевчан, которые были недовольны возвращением под власть ВКЛ: «в Могилеве у могилевских мещан и у всяких чинов людей меж их рознь и шум, за то, что они … [царю] изменили и …ратных людей порубили».
Подобные восстания произошли в Дисне и Себеже.

## Место захоронения
Тела убитых русских солдат похоронили на современной пл. Орджоникидзе, в результате чего это место до середины XX века носила название «Касьцярня».

## Современность
В 2017 году восстание увековечено в специально выпущенной в честь данного события памятной монете. Она вышла в рамках исторического проекта «113 городов Беларуси».